# Vechte
Vechte (nederlandsk: Vecht), ofte kaldt Overijsselse Vecht i Holland for at undgå at forveksle den med floden Vecht i Utrecht, er en flod der løber i Tyskland og Holland. Den totale længde er 167 km, hvoraf de 107 km er i Tyskland.
Vechte har sit udspring i bakkerne Baumberge i Nordrhein-Westfalen i Tyskland nær byen Münster og løber nordover og ind i Niedersachsen, forbi Nordhorn og Emlichheim, over landegrænsen til den hollandske provins Overijssel. Herfra løber den gennem den nordlige del af regionen Salland, forbi Hardenberg og Ommen, hvor den modtager floden Regge.
Nær byen Zwolle drejer Vecht nordover og løber sammen med Zwarte Water nær byen Hasselt.
52°33′44″N 6°6′4″Ø / 52.56222°N 6.10111°Ø